# Regin Dahl
Regin Dahl, född 5 november 1918 i Sandagerði, Tórshavn; död 29 mars 2007 i Köpenhamn, var en färöisk författare och tonsättare.
Dahl var en av hörnstenarna i den färöiska litteraturen och musiken. Han debuterade år 1937 med Í útlegd (I landsflykt) och har gett ut totalt nio diktsamlingar. Flera har parallella färöiska och danska texter, till exempel Ordakumlar - Ordkumler från 1978. 
Dahl komponerade en lång rad sånger till dikt av många färöiska diktare, bland annat av Hans Andrias Djurhuus. Dessförutan komponerade han också många sånger till dikter på andra språk än färöiska, däribland drygt 50 dikter av Erik Axel Karlfeldt och Gustav Fröding.
Dahl var son till den kända prästen och bibelöversättaren Jákup Dahl.

## Priser och utmärkelser
- Färöarnas litteraturpris 1973
- Färöarnas litteraturpris 1979
- Färöarnas kulturpris 1998